# Bruiningk (Adelsgeschlecht)

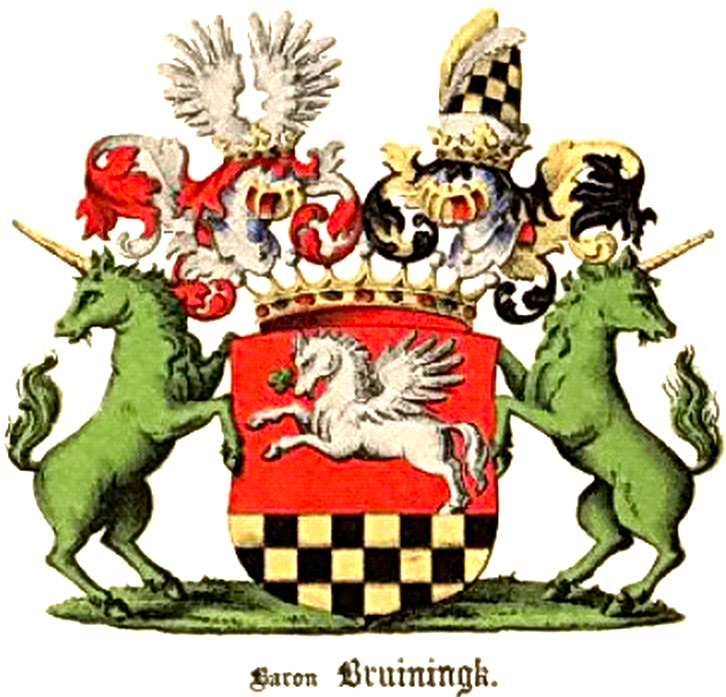
Wappen der Barone von Bruiningk

Bruiningk ist der Familienname eines ausgestorbenen deutsch-baltischen Adelsgeschlechts, welches seit 1660 in Narwa ansässig war und 1927 erloschen ist. Die Familie wurde in die Livländische-, Kurländische- und in die Öselsche Ritterschaft aufgenommen.
Eine Verbindung zum westfälischen Adelsgeschlecht derer von Brüning ist nicht bekannt.

## Geschichte
Wahrscheinlich stammten die Vorfahren der Bruiningks aus Westfalen, sie könnten Ende des 16. bis Anfang des 17. Jahrhunderts nach Lübeck gekommen sein. Urkundlich nachweisbar ist, dass 1660 der Heinrich Brüningk von Lübeck nach Narwa gezogen war und dort 1697 als Ratsherr verstarb. Eine verwandtschaftliche Verbindung zu Adolf Brüning (1634 – 1702) ist nicht ausgeschlossen. Aus seiner Nachkommenschaft wurde Axel Heinrich Bruiningk am 14. August 1737 in den kaiserlich-römischen Reichsadelsstand und 1777 Reichsfreiherrenstand erhoben. Da das Adelsdiplom erst 1777 ausgefertigt wurde, erlebte er diese Nobilitierung nicht mehr persönlich. Im Jahre 1747 erhielten sie das livländische Indigenat und existierten bis in das Jahr 1927.

## Stammreihe
Heinrich Brüningk (* um 1643, † 1697), aus Lübeck, Kaufmann und Ratsherr in Narwa
- Heinrich Brüningk (* 1675 in Narwa; 1736 in Riga), Herr auf Suddenbach, Pastor an der deutschen St. Johannis-Kirche zu Narwa, livländischer  General-Superintendent
  - Axel Heinrich von Bruiningk (* 1705 in Narwa; † 1775 in Hellenorm), livländischer Landrat, Staatsrat, kaiserlich-römischer Reichsadelsstand 1737, Reichfreiherren-Diplom 1777, livländischen Indigenat 1742
    - Ludolf August Freiherr von Bruiningk (* 1739 in Riga; † 1802 in Dorpat), holsteinischer Kammerjunker, Regierungsrat
      - Karl Axel Christer von Bruiningk (* 1782 in Hellenorm; † 1848 in Dorpat), livländischer Landrat, kurländisches Indigenat 1840
        - Ludolf August von Bruiningk (* 1809 in Dorpat; † 1891 in Dorpat), Landrichter in Dorpat ⚭ Marie Dorothe von Bruiningk, Fürstin von Lieven (1818– 1853)
          - Axel Heinrich Edmund von Bruiningk (* 1846 in Dorpat; † 1885 in Meran), Kunsthistoriker
          - Gottfried Robert Hermann von Bruiningk (* 1849 in Dorpat; † 1927 in Riga) Assessor am livländischen Hofgericht, livländischer Ritterschaftsarchivar, Ritterschaft-Kassadeputierter[1], Ritterschaftssekretär, 1877 Aufnahme in die öselsche Adelsmatrikel 1877. Mit ihm stirbt das Geschlecht der Bruiningks im Jahr 1927 aus.

  - Friedrich Justin von Bruiningk (* 1707 in Narwa; † 1774 in Wesselshof), Theologe
    - Heinrich von Bruiningk (1738 – 1785), Bischof der evangelischen Brüder-Gemeine
      - Heinrich Friedrich von Bruiningk (* 1773 in Zeist; † 1850 Landeshut (Schlesien)), Theologe

## Besitzungen

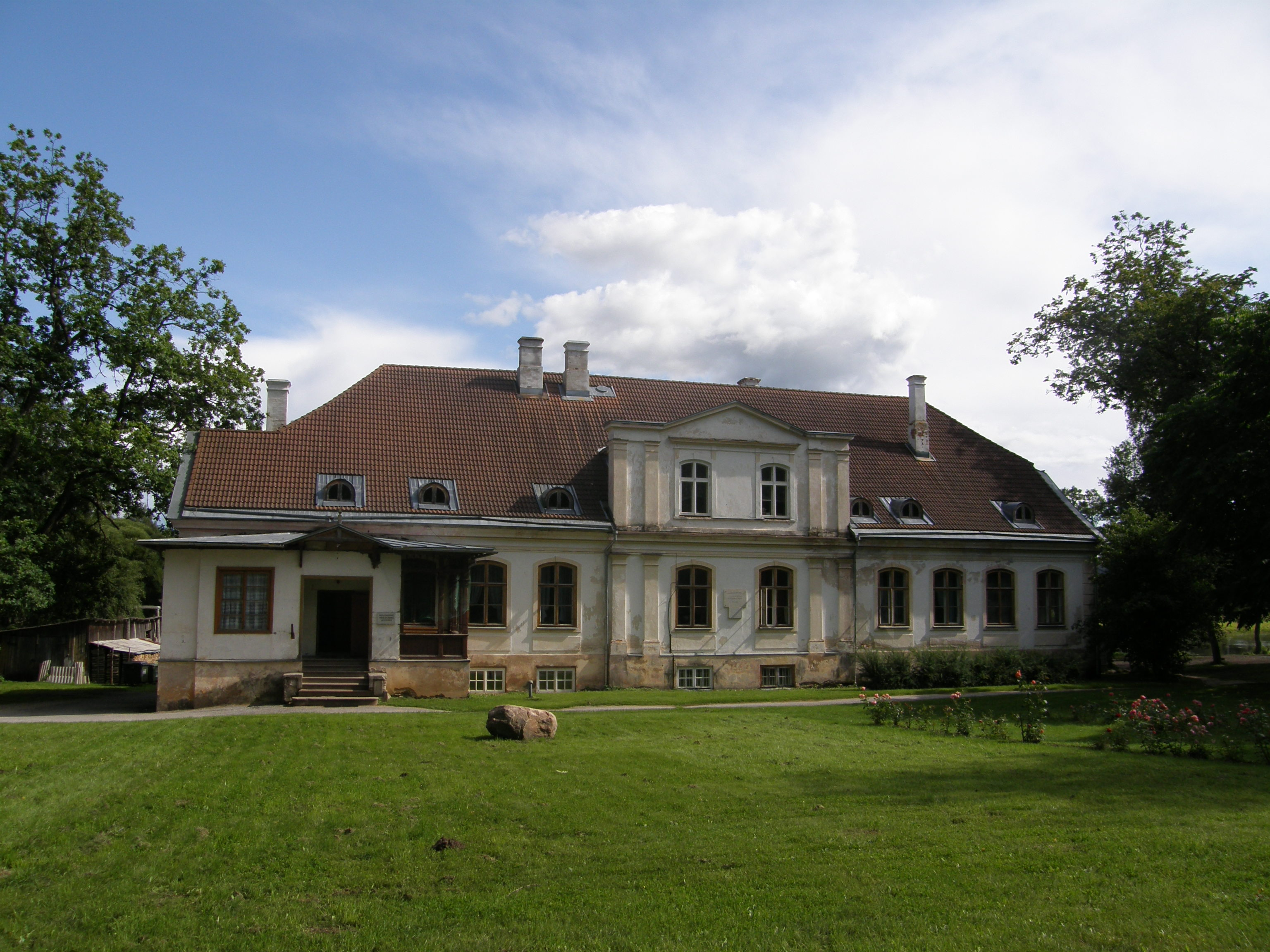
Herrenhaus auf dem Rittergut Hellenorm

Das Gutshaus Hellenorm war ein Rittersitz. Es wurde erstmals im Jahr 1641 erwähnt, als es der Familie Wrangel gehörte. Nach dem Nordischen Krieg gehörte das Gut der Familie Dücker und der Familie Bruiningk. Im Jahr 1850 kaufte Johann Theodor von Middendorf das Gut, der letzte Besitzer war der Ornithologe Ernst von Middendorf.

## Wappen
Die Familienzweige führten sowohl ein freiherrliches als auch zwei reichsadlige Wappen. Das Freiherrliche Wappen der Bruiningks ist im Wappenschild ein in rot und auf von gold und schwarz in 3 Reihen geschachteter Schildfuß, im oberen Teil ein  Pegasus mit grünen  Kleeblatt im Maul. Auf dem Schild die Freiherrnkrone und 2 Helme. Aus dem rechten  Helm steigt ein offener silberner Flug; aus dem linken Helm sitzt ein auf einer Krone platzierter hoher gold und schwarz geschachteter Hut der in der Stulpe mit 2 Straußenfedern besteckt ist. Helmdecke rot und silber, Schildhalter 2 widerstehende grüne Einhörner mit goldenem Horn.

Als weitere Wappen existierten das Wappen „von Bruiningk a.d.H. Hellenorm“, Reichs A. 14. August 1737 und „von Bruiningk aus dem Hause Wessfelhof“, L. Reichs A. 23. August 1780.

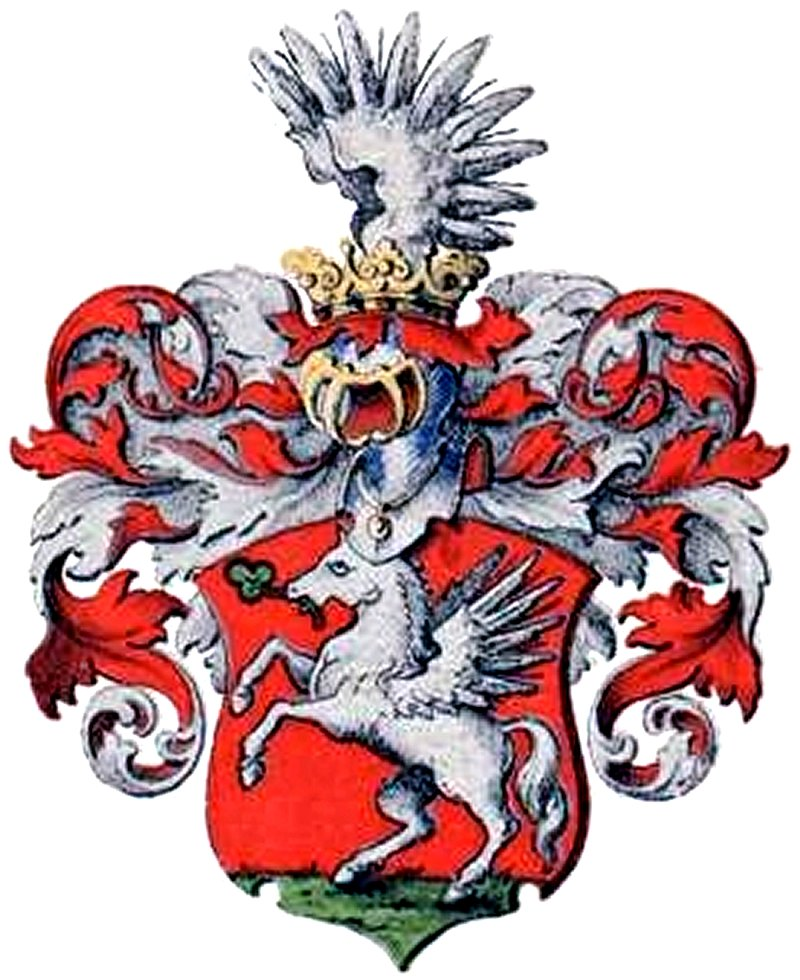
Wappen derer Bruiningk zu Wesselshof
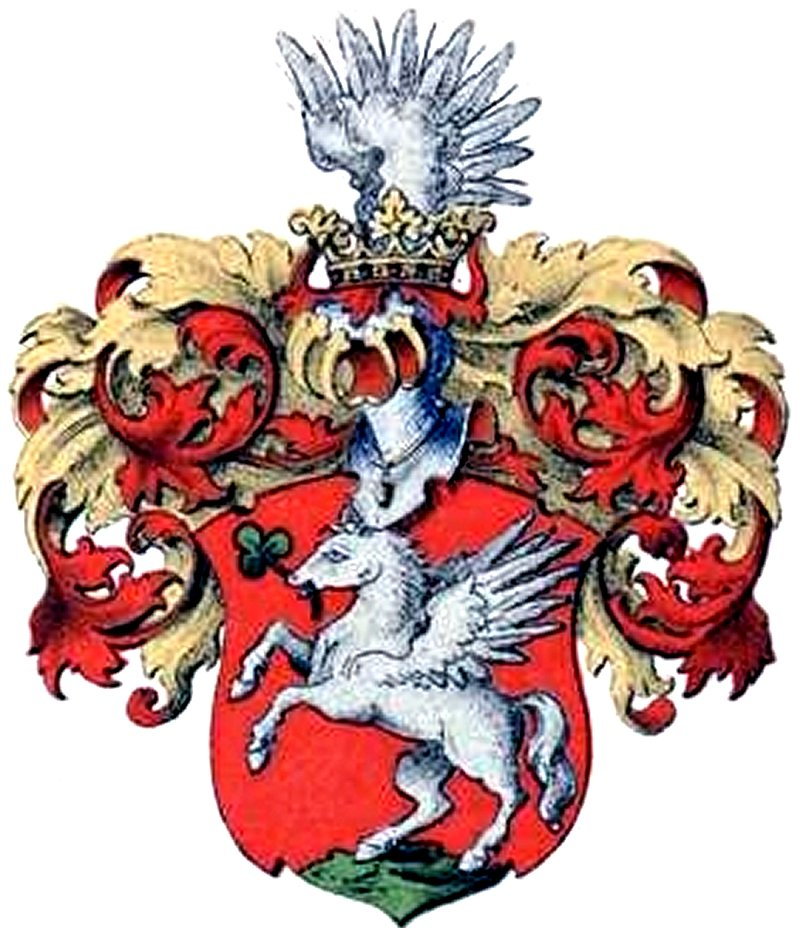
Wappen derer Bruiningk zu Hellenorm